# 四格球遊戲

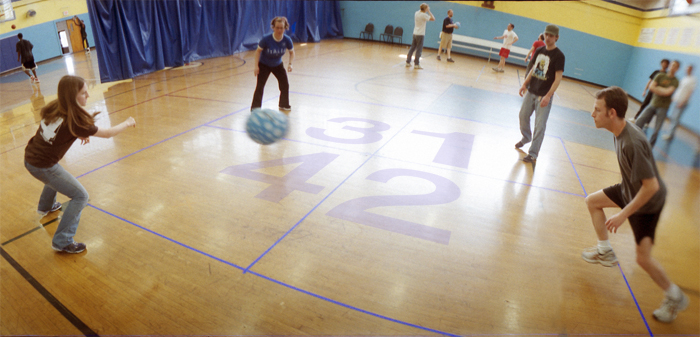
四格球遊戲

四格球遊戲 是一種球類遊戲，主要在方形球场上进行，球场由两個互相垂直的线分成四个等大小的方格，人們會用1-4或A-D來指代這4個方格。
四格球遊戲需要的器材少，幾乎不用準備，而且任何時候都可以結束，是小学裡流行的球類遊戲。

## 規則
四格球遊戲會在硬地的場地上進行，可能是木地板、水泥地或是瀝青路面。沒有官方的球場大小，一般來說球場會是邊長10和30英尺（3.0和9.1）的正方形，分為四個較小的方格，上面標示等大小的1–4。
四格球遊戲的四個方格各站一個人，其他人在方格外排隊等待。方格裡的人需將球用雙手傳到其他人的方格裡，球進入他人的方格，落地一次之後，玩家需在球再落地之前，用雙手將球傳到另一個人的方格內，直到有人出局為止。出局的人離開方格，到外面排隊隊伍的最後方。方格內數字比該方格小的就可以移動到此方格，最後方格1的位置會空出來，新玩家在方格1，繼續和其他人進行遊戲。